# John Ericsson
John Ericsson (Långban, 31 de julho de 1803 — Nova Iorque, 8 de março de 1889; sepultado em Filipstad, Suécia) foi um inventor e engenheiro mecânico sueco. Era irmão do engenheiro Nils Ericson.
Radicado nos Estados Unidos, foi precursor de desenvolvimentos na propulsão naval e criador de um novo tipo de navio de guerra blindado, o monitor.
A ele se deve o aperfeiçoamento de locomotivas rápidas, assim como as invenções do navio com hélice e do navio de guerra blindado, com canhões rotativos. Nos últimos anos da sua vida, construiu uma máquina de energia solar.

## Projeto da hélice
Ele melhorou o projeto de navio com duas hélices de parafuso movendo-se em direções diferentes (em oposição aos testes anteriores com esta tecnologia, que usavam um único parafuso). No entanto, o Almirantado desaprovou a invenção, o que levou ao contato com o capitão americano Robert Stockton, que fez com que Ericsson desenhasse um vaporizador de hélice para ele e o convidou a trazer sua invenção para os Estados Unidos da América, como supostamente seria mais bem-vindo naquele lugar. Como resultado, Ericsson mudou-se para Nova York em 1839. O plano de Stockton era que Ericsson supervisionasse o desenvolvimento de uma nova classe de fragata com Stockton usando suas conexões políticas consideráveis para subornar os envolvidos. Finalmente, após a sucessão à Presidência por John Tyler, recursos foram alocados para um novo design. No entanto, eles só receberam financiamento para um saveiro de 700 toneladas em vez de uma fragata. O saveiro acabou se tornando USS Princeton, em homenagem à cidade natal de Stockton.
O navio levou cerca de três anos para ser concluído e foi talvez o navio de guerra mais avançado de sua época. Além de hélices de parafuso duplo, ele foi originalmente projetado para montar uma arma de carregamento por boca de 12 polegadas em um pedestal giratório. A arma também havia sido projetada por Ericsson e usava uma construção de arco para pre-tensionar a culatra, aumentando sua força e permitindo o uso seguro de uma carga maior. Outras inovações no projeto do navio incluem um funil dobrável e um sistema de recuo aprimorado.
As relações entre a Ericsson e a Stockton ficaram tensas com o tempo e, perto da conclusão do navio, Stockton começou a trabalhar para tirar a Ericsson do projeto. Stockton tentou reivindicar o máximo de crédito possível, até mesmo projetando um segundo canhão de 12 pol. (300 mm) para ser montado em Princeton. Infelizmente, como Stockton não entendeu o desenho da primeira arma (originalmente chamada de "The Orator", rebatizada de "The Oregon" por Stockton), a segunda arma tinha uma falha fatal.
Quando lançado, Princeton foi um enorme sucesso. Em 20 de outubro de 1843, ela venceu uma prova de velocidade contra o navio a vapor SS Great Western, até então considerado o navio a vapor mais rápido. Infelizmente, durante uma demonstração de disparo da arma de Stockton, a culatra se rompeu, matando o secretário de Estado Abel P. Upshur e o secretário da Marinha Thomas Walker Gilmer, além de outros seis. Stockton se recusou a pagar a Ericsson e, usando suas conexões políticas, Stockton impediu que a Marinha o pagasse.